# Championnat du Luxembourg de football 1961-1962
Navigation
Saison précédente Saison suivante
La saison 1961-1962 du Championnat du Luxembourg de football était la 48e édition du championnat de première division au Luxembourg. Les douze meilleurs clubs du pays se retrouvent au sein d'une poule unique, la Division Nationale, où ils s'affrontent deux fois, à domicile et à l'extérieur. À l'issue du championnat, les deux derniers du classement sont relégués et remplacés par les deux meilleurs clubs de Division d'Honneur, la deuxième division luxembourgeoise.
C'est le club de l'Union Luxembourg qui remporte le titre cette saison en terminant en tête du classement final, avec 7 points d'avance sur le surprenant promu, l'Alliance Dudelange et 15 sur le duo CA Spora Luxembourg (tenant du titre)-National Schifflange. C'est le 2e titre de champion de l'histoire de l'Union Luxembourg.

## Les 12 clubs participants
| - Stade Dudelange - US Rumelange - Red Boys Differdange - CS Grevenmacher - CA Spora Luxembourg - Aris Bonnevoie | - AS La Jeunesse d'Esch - Union Luxembourg - US Dudelange - Promu de Division d'Honneur - National Schifflange - Fola Esch - Alliance Dudelange - Promu de Division d'Honneur |

## Compétition

### Classement
Le barème utilisé pour établir le classement est le suivant :
- Victoire : 2 points
- Match nul : 1 point
- Défaite : 0 point

| Rang | Équipe                     | Pts | J  | G  | N | P  | Bp | Bc | Diff |
| ---- | -------------------------- | --- | -- | -- | - | -- | -- | -- | ---- |
| 1    | Union Luxembourg           | 39  | 22 | 18 | 3 | 1  | 48 | 19 | +29  |
| 2    | Alliance Dudelange (P) (C) | 32  | 22 | 14 | 4 | 4  | 79 | 26 | +53  |
| 3    | CA Spora Luxembourg (T)    | 24  | 22 | 10 | 4 | 8  | 54 | 36 | +18  |
| 4    | National Schifflange       | 24  | 22 | 10 | 4 | 8  | 41 | 40 | +1   |
| 5    | Jeunesse d'Esch            | 23  | 22 | 9  | 5 | 8  | 43 | 34 | +9   |
| 6    | Aris Bonnevoie             | 21  | 22 | 10 | 1 | 11 | 42 | 45 | -3   |
| 7    | Stade Dudelange            | 20  | 22 | 7  | 6 | 9  | 39 | 47 | -8   |
| 8    | Red Boys Differdange       | 20  | 22 | 7  | 6 | 9  | 31 | 41 | -10  |
| 9    | US Dudelange (P)           | 18  | 22 | 6  | 6 | 10 | 38 | 59 | -21  |
| 10   | CS Fola Esch               | 17  | 22 | 6  | 5 | 11 | 41 | 57 | -16  |
| 11   | CS Grevenmacher            | 17  | 22 | 7  | 3 | 12 | 29 | 44 | -15  |
| 12   | US Rumelange               | 9   | 22 | 3  | 3 | 16 | 18 | 55 | -37  |

|  | Qualification pour la Coupe d'Europe des clubs champions 1962-1963                           |
|  | Qualification pour la Coupe des Coupes 1962-1963                                             |
|  | Qualification pour la Coupe des villes de foires 1962-1963                                   |
|  | Relégation en Division d'Honneur                                                             |
|  | (T) Tenant du titre (C) Vainqueur de la Coupe du Luxembourg (P) : Promu de deuxième division |

## Bilan de la saison
| Championnat du Luxembourg de football 1961-1962 |                             |
| Champion                                        | Union Luxembourg (2e titre) |
| Coupes et trophées                              |                             |
| Vainqueur de la Coupe du Luxembourg 1961-1962   | Alliance Dudelange          |
| Qualifications continentales                    |                             |
| Coupe d'Europe des clubs champions 1962-1963    | Union Luxembourg            |
| Coupe des Coupes 1962-1963                      | Alliance Dudelange          |
| Coupe des villes de foires 1962-1963            | Aris Bonnevoie              |
| Promotions et relégations                       |                             |
| Promus en Division Nationale                    | Belval Belvaux              |
| Promus en Division Nationale                    | Avenir Beggen               |
| Relégués en Division d'Honneur                  | CS Grevenmacher             |
| Relégués en Division d'Honneur                  | US Rumelange                |